# Bathytricha exitiosa
Bathytricha exitiosa är en fjärilsart som beskrevs av Oliff. 1893. Bathytricha exitiosa ingår i släktet Bathytricha och familjen nattflyn. Inga underarter finns listade i Catalogue of Life.